# 索尔诺瓦太阳能电站
索尔诺瓦太阳能电站（英語：Solnova Solar Power Station）是一个大型的由五个独立的50兆瓦（MW）的单元所组成的聚光太阳能热发电电站。 在西班牙的大桑卢卡尔，作为桑卢卡尔的太阳能综合设施的一部分，PS20太阳能发电塔也位于同一地区。随着第三个50MW机组Solnova-IV于2010年8月投产，该电站是目前排名在世界上最大的聚光太阳能热发电电站。
Solnova-I，Solnova-III，Solnova-IV在2010年的年中投产，每个都有额定功率为50MW的装机容量。所有的五家发电厂都是由一家西班牙太阳能电力公司-阿文戈亚太阳能建成，拥有和经营的。